# کانشنا دولنا
کانشنا دولنا (به لهستانی:  Kąśna Dolna) یک روستا در لهستان است که در گمینا چینژکوویتسه واقع شده‌است.